# Vietnamito-brasileiro
Os vietnamito-brasileiros são uma pequena comunidade no Brasil, consistindo em mais de 700 pessoas residentes permanentes de ancestralidade vietnamita. Muitos desses residentes são pessoas que fugiram em barcos do Vietnã logo após a Queda de Saigon (a captura da capital sul-vietnamita pelo regime comunista do Vietnã do Norte na liderança de Ho Chi Minh). Hoje, a comunidade permanece relativamente obscura no Vietnã e entre outras comunidades vietnamitas mundo afora.

## História
Não existem registros oficiais de quantos vietnamitas migraram para o Brasil,até o ano de 1989,quando as duas partes estabeleceram relações formais
De acordo com um relatório do jornal vietnamita Tuổi Trẻ, havia três acadêmicos vietnamitas na Universidade de São Paulo na década de 1950. Alguns documentos sobre pesquisa de imigração, como o Cebri e a História da Marinha Mercante documentou três ondas de imigração para o pais. Pessoas dessas três ondas receberam auxílios e, eventualmente, a cidadania do governo brasileiro. Muitos desses imigrantes estavam fugindo do pais por botes,e estavam buscando asilo depois da Queda de Saigon; eles foram encontrados e resgatados por um navio de petróleo brasileiro perto das Filipinas.[carece de fontes?]
A primeira onda consistia em mais de 50 pessoas chegando no Brasil em meados de fevereiro de 1979. A segunda onda (com 26 imigrantes) chegou em setembro do mesmo ano. A terceira onda, de um grupo de 10 pessoas, chegou no início dos anos 1980. Estes imigrantes relataram problemas para se adaptar ao seu país. Entre os maiores problemas estavam a barreira de comunicação entre eles e os brasileiros e a aprendizagem do português, já que a língua é mal vista no país.

## Demografia
De acordo com relatórios do governo brasileiro, em 1995 havia cerca de 1,000 vietnamitas vivendo no Brasil. A embaixada do Vietnã negou estes números, dizendo que havia em torno de 150 a 200 vietnamitas e seus descendentes no Brasil na época do estudo. Esta diferença de números da população também apareceu em outros países sul-americanos, bem como isto tem sido atribuído tanto à situação política e econômica da região quanto ao erro de cálculos das autoridades vietnamitas.

## Impacto Socioeconômico
Muitos vietnamitas vendem malas artesanais, bolsas, carteiras e outros objetos para conseguirem sobreviver. O negócio mais notório é a marca de calçados Goóc, que foi criada em 2004 pelo vietnamito-brasileiro Thái Quang Nghĩa. No início a empresa só produzia sandálias de pneus reciclados, baseados em um tradição vietnamita. A empresa passou a se destacar em apenas 3 anos de forma meteórica. Com meio milhão de pares de sandálias vendidos a cada ano, a receita anual da companhia chegou em 2014,a US$30 milhões. A empresa foi destaque da CNN International em 2009, o que lhe rendeu atenção internacional.

## Cultura
A maioria dos vietnamitas no Brasil preservam os costumes tradicionais, como a celebração do Tết (o Ano Novo Vietnamita). Apesar da escassez de ingredientes, comidas típicas como o phở e o bánh chưng são preparados no modo tradicional. A comunidade vietnamita no Brasil ainda permanece relativamente marginalizada, em contraste com comunidades vietnamitas em outros lugares no mundo.